# Mastomys shortridgei
Mastomys shortridgei é uma espécie de roedor da família Muridae.
Pode ser encontrada nos seguintes países: Angola, Botswana e Namíbia.
Os seus habitats naturais são: savanas húmidas, campos de gramíneas de baixa altitude subtropicais ou tropicais sazonalmente húmidos ou inundados e pântanos.